# Turdoides bicolor
El turdoide bicolor (Turdoides bicolor) es una especie de ave paseriforme de la familia Leiothrichidae propia de las sabanas del África austral. Suele vivir en grupos que practican la cría cooperativa.

## Descripción

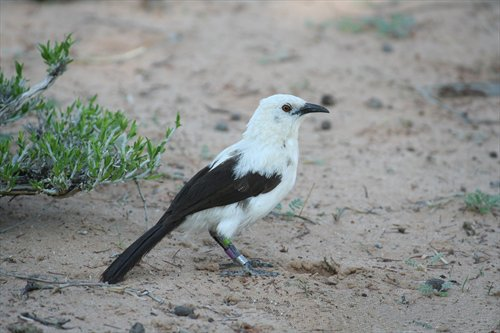
Los adultos de turdoide bicolor tienen el plumaje de la cabeza y el cuerpo blanco y las rémiges y réctrices de color pardo negruzco.

El turdoide bicolor es un pájaro grande que mide entre 24 y 25 cm, y pesa entre 75 y 95 g. Los adultos tienen el plumaje de la cabeza y el cuerpo de color blanco, mientras que sus plumas de vuelo tanto de las alas como de la cola son de color pardo negruzco. Su pico es negro y el iris de sus ojos anaranjado. Los machos y las hembras son indistinguibles por su aspecto. Los juveniles inicialmente tienen plumaje de color pardo oliváceo que progresivamente se transforma en blanco.

## Distribución y hábitat
Se encuentra en  Botsuana, Namibia, Sudáfrica y Zimbabue. Su hábitat natural es la sabana seca.

## Comportamiento y ecología
Los turdoides bicolor son pájaros gregarios que suelen vivir en grupos de entre 2 y 16 individuos, aunque las parejas solitarias son raras. La especie  practica la cría cooperativa. Los turdoides bicolor son muy territoriales, demarcan y defienden las fronteras de sus territorios usando cantos y exhibiciones de alas casi diarias. Estas disputas raramente llevan a agresiones físicas y muy raramente se producen heridas a consecuencia de las peleas. Los grupos defienden el mismo territorio año tras año, y los grupos pequeños pueden perder porciones de su territorio a manos de los grupos vecinos más grandes.

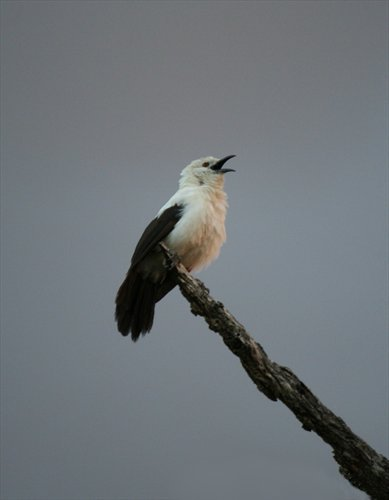
Los grupos tienen centinelas que vigilan mientras los otros miembros se alimentan.

### Reproducción
Cada grupo tiene una pareja reproductora dominante que monopoliza la reproducción. Los estudios genéticos confirman que las parejas dominantes son los progenitores del 95% de los polluelos criados. Ocasionalmente se produce una paternidad mixta, pero es predecible en la mayoría de los casos: los subordinados consiguen ser padres principalmente cuando un nuevo miembro (no emparentado) se integra en el grupo, o cuando se funda un nuevo grupo. Todos los miembros del grupo cooperan para criar a los polluelos de la puesta. El tamaño de la puesta varía entre dos y cinco huevos, siendo la más frecuente de tres huevos.

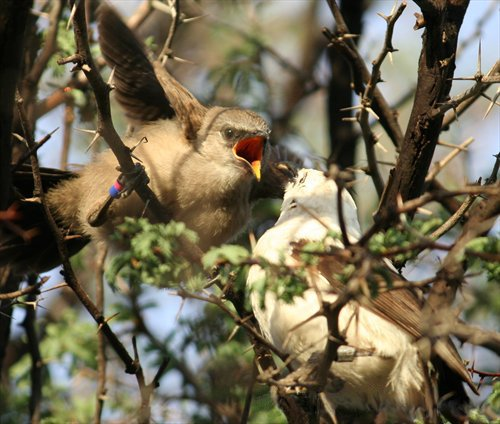
Todos los miembros del grupo alimentan a la progenie de la pareja dominante.

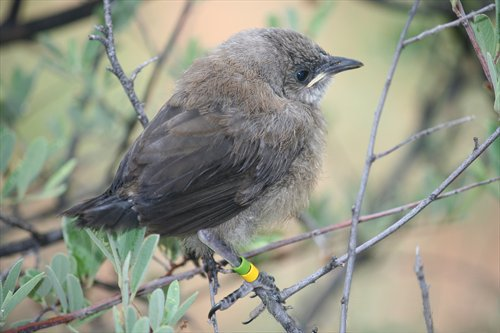
Los pollos dejan el nido cuando todavía no pueden volar.

Entre los comportamientos cooperativos se incluye la provisión de alimentos para los jóvenes (tanto polluelos en el nido como juveniles emplumados), vigilancia, defensa del territorio, comportamientos de enseñanza y cuidado de los jóvenes (los juveniles semindependientes aprenden siguiendo a los adultos a los lugares de alimentación y a mantenerse alejados de los depredadores). La época de cría se extiende desde finales de septiembre a inicios de abril, aunque varía de un año a otro dependiendo de las lluvias. Un grupo puede criar con éxito hasta tres puestas por época de cría. El tiempo medio de incubación es de 14 días, y los polluelos tardan unos 16 días en dejar el nido tras la eclosión. El tiempo en el nido varía según el tamaño del grupo, los polluelos de grupos pequeños tienden a dejar el nido antes que los de grupos grandes. Al dejar el nido los polluellos tienen poca movilidad y son incapaces de volar, y dependen completamente de los adultos para alimentarse. La capacidad para alimentarse por sí mismos se desarrolla lentamente, y los adultos pueden seguir proporcionándoles comida hasta cuatro meses. La cantidad de cuidados que reciben los juveniles durante este periodo tiene efectos a largo plazo. Los que reciben cuidados durante más tiempo tienden a ser más fuertes y mejores buscadores de alimento que sus compañeros. Además tienen una mayor probabilidad de dispersarse con éxito de su grupo natal, y por tanto de convertirse antes en reproductores que los ejemplares que no se dispersan.

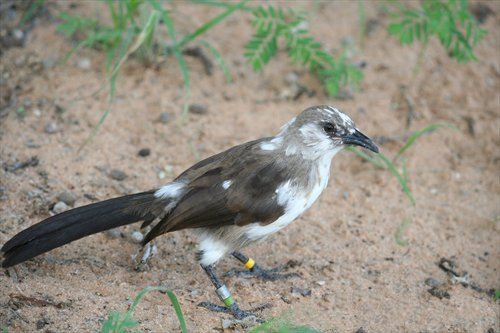
Los juveniles cambian su plumaje pardo inicial por el blanco progresivamente, por lo que parecen manchados.

Se observa con mayor frecuencia comportamientos agresivos hacia los juveniles cuando la pareja dominante está incubando otra nidada. Durante este periodo los pollos emplumados que piden comida son castigados por sus padres con agresiones como saltar sobre ellos. Tras el ataque los jóvenes dejan inmediatamente de pedir comida a los padres. Los ayudantes subordinados siguen cuidando de los pollos emplumados, y la pareja dominante se concentra en la nueva nidada. Esta división de tareas de cuidado permite el solapamiento del cuidado de varias nidadas. Debido al prolongado periodo de dependencia tras el abandono del nido, se pueden solapar en el mismo el cuidado de grupos de polluelos de distintas edades.

### Aprendizaje
Las investigaciones sobre el turdoide bicolor proporcionaron las primeras pruebas de comportamientos de enseñanza entre las aves. Los turdoides bicolor enseñan a sus polluelos mediante un ronroneo específico que emiten cada vez que les dan comida. Los jóvenes aprenden a asociar esta llamada con la comida y regresan al nido cada vez que la escuchan. Los adultos utilizan esta asociación emitiéndola también fuera del nido consiguiendo que los jóvenes les sigan. Los adultos continúan usando esta llamada durante el periodo de dependencia animando a los juveniles a desplazarse por las zonas de alimentación o para alejarlos de los depredadores. También usan esta llamada para atraer a los jóvenes independientes a zonas propicias para alimentarse, y así proporcionan a los jóvenes información sobre donde buscar alimento o a localizar fuentes de alimentación abundante.

### Interacciones interespecíficas
Los turdoides bicolor tienen una compleja interacción con el drongo ahorquillado que es un cleptoparásito. Los drongos siguen y se posan cerca de los grupos de turdoides que buscan alimento y emiten llamadas de alarma cada vez que se acerca un depredador. Cuando los drongos están presentes los turdoides invierten menos tiempo en vigilar. Sin embargo, los drongos de vez en cuando emiten llamadas de alarma falsas y caen en picado robando los alimentos que los turdoides dejaron caer al oír la alarma. Para evitar el coste de este cleptoparasitismo, los grupos grandes de turdoides bicolor, con suficientes miembros para hacer de centinelas, no toleran la presencia de los drongos y los persiguen agresivamente evitando así sus robos. Sin embargo los grupos pequeños los toleran, pagando así con los robos el tiempo que ahorran en la vigilancia de los drongos, el cual invierten en alimentarse y cuidar de los jóvenes.
Los turdoides jóvenes manejan con dificultad las presas grandes como escorpiones, escincos y arañas camello, y tardan más que los adultos en trozarlos. Lo que les hace blancos ideales de los ataques de los drongos ahorquillados. Las investigaciones muestran que éstos los hacen objeto específico de sus robos.